# Head & Neck
Head & Neck is een internationaal, aan collegiale toetsing onderworpen wetenschappelijk tijdschrift op het gebied van de otorinolaryngologie en de hoofd-nek-chirurgie. De naam wordt in literatuurverwijzingen meestal afgekort tot Head Neck.
Het wordt uitgegeven door John Wiley & Sons namens de New York Head and Neck Society en verschijnt 8 keer per jaar.